# بومن پلیس (کالیفرنیا)
بومن پلیس (به انگلیسی: Bowman Place) یک منطقهٔ مسکونی در ایالات متحده آمریکا است که در شهرستان مندوسینو، کالیفرنیا واقع شده‌است. بومن پلیس ۷۱۴ متر بالاتر از سطح دریا واقع شده‌است.